# Constant Dutilleux

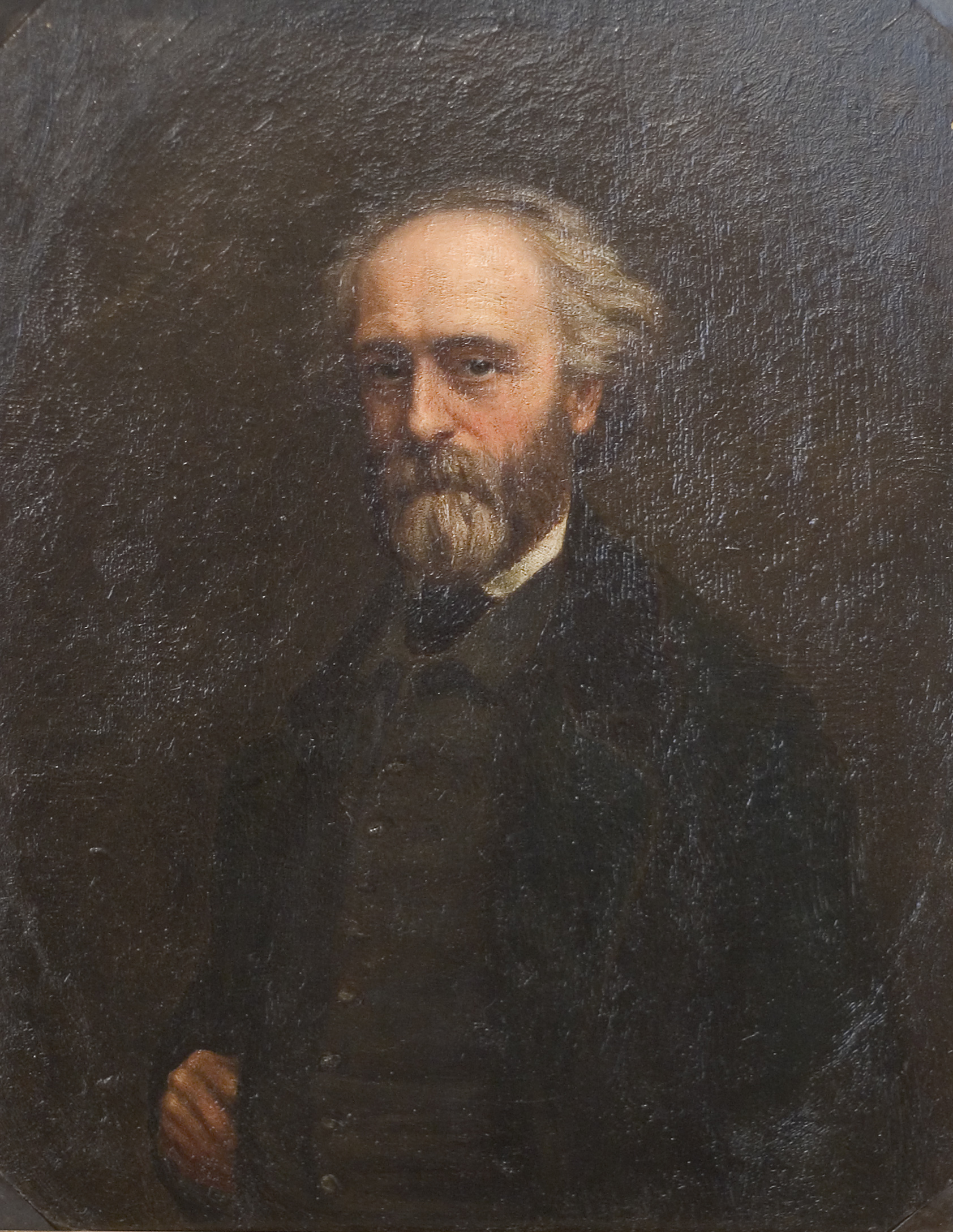
Selbstporträt (Musée des Beaux-Arts d’Arras)

Constant Dutilleux (* 5. Oktober 1807 in Douai; † 21. Oktober 1865 in Paris) war ein französischer Maler, Graphiker und Graveur des Impressionismus. Er war der Urgroßvater des Komponisten Henri Dutilleux.

## Werke in öffentlichen Museen
Dutilleux widmete sich mit Vorliebe der Landschaftsmalerei. Von Jean-Baptiste Camille Corot wurde er beeinflusst. Seine Werke waren zuletzt in der Wanderausstellung Constant Dutilleux, Alfred Robaut, Eugène Delacroix vom 1. Januar 2006 bis 30. Januar 2006 im Musée Delacroix in Paris zu sehen.
- Hêtraie dans la forêt de Fontainebleau, Palais des Beaux-Arts de Lille
- Le peintre Désiré Dubois peignant en plein air, Öl auf Leinwand, Musée des Beaux-Arts in Arras

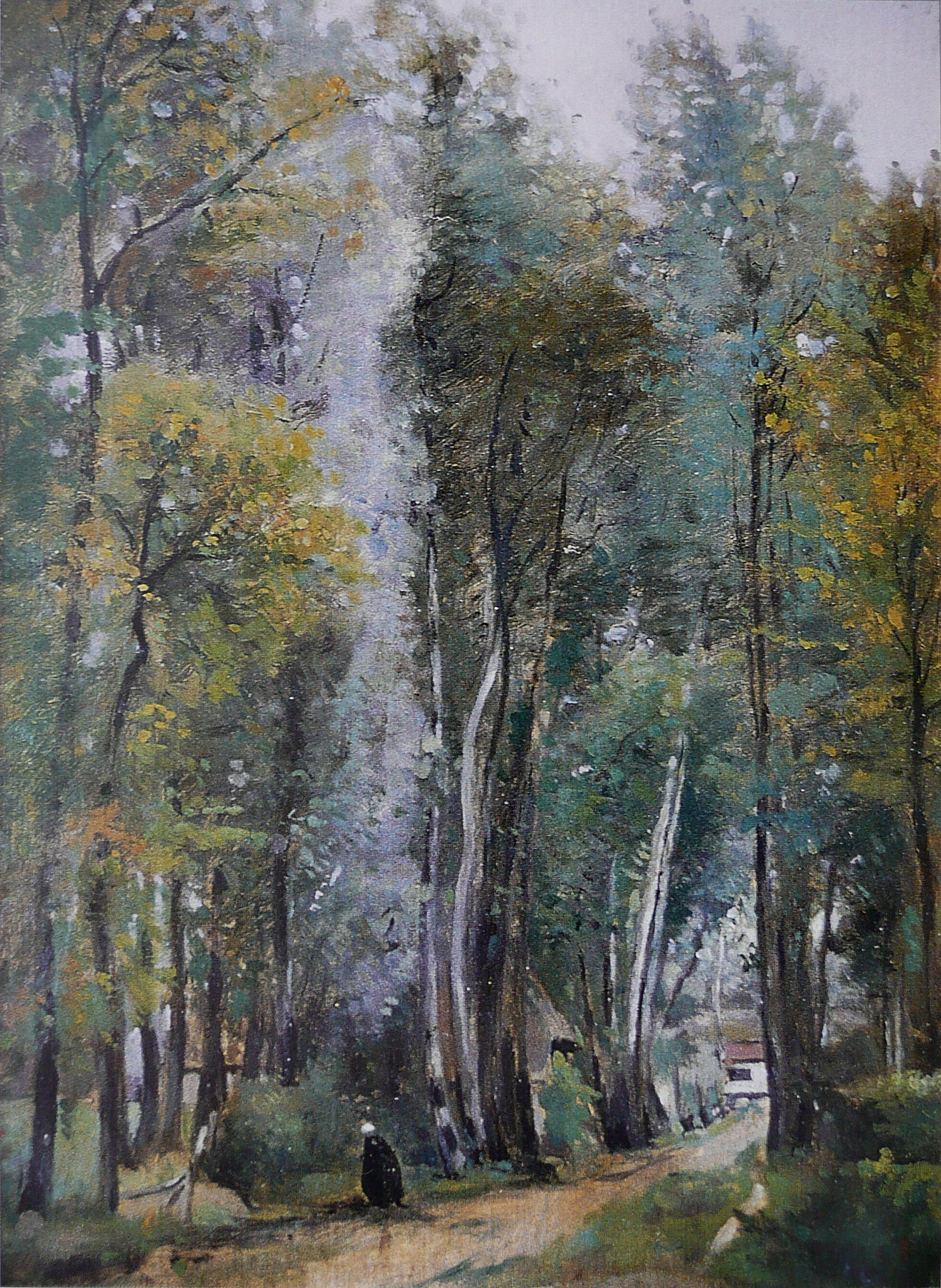
Rue de Crambioux, Fleurbaix
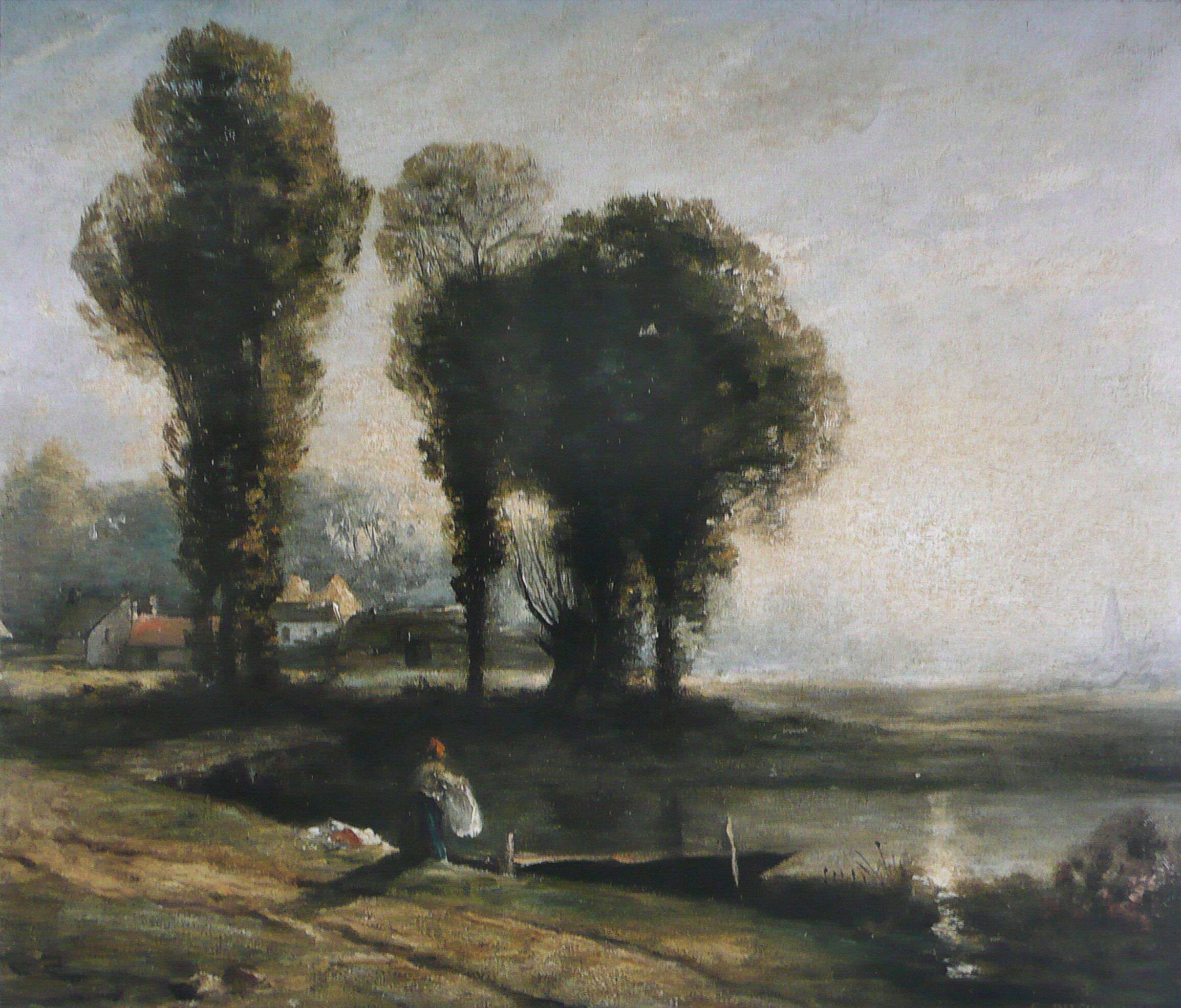
Bord de Scarpe (1860) im Besitz des Musée des Beaux-Arts d’Arras
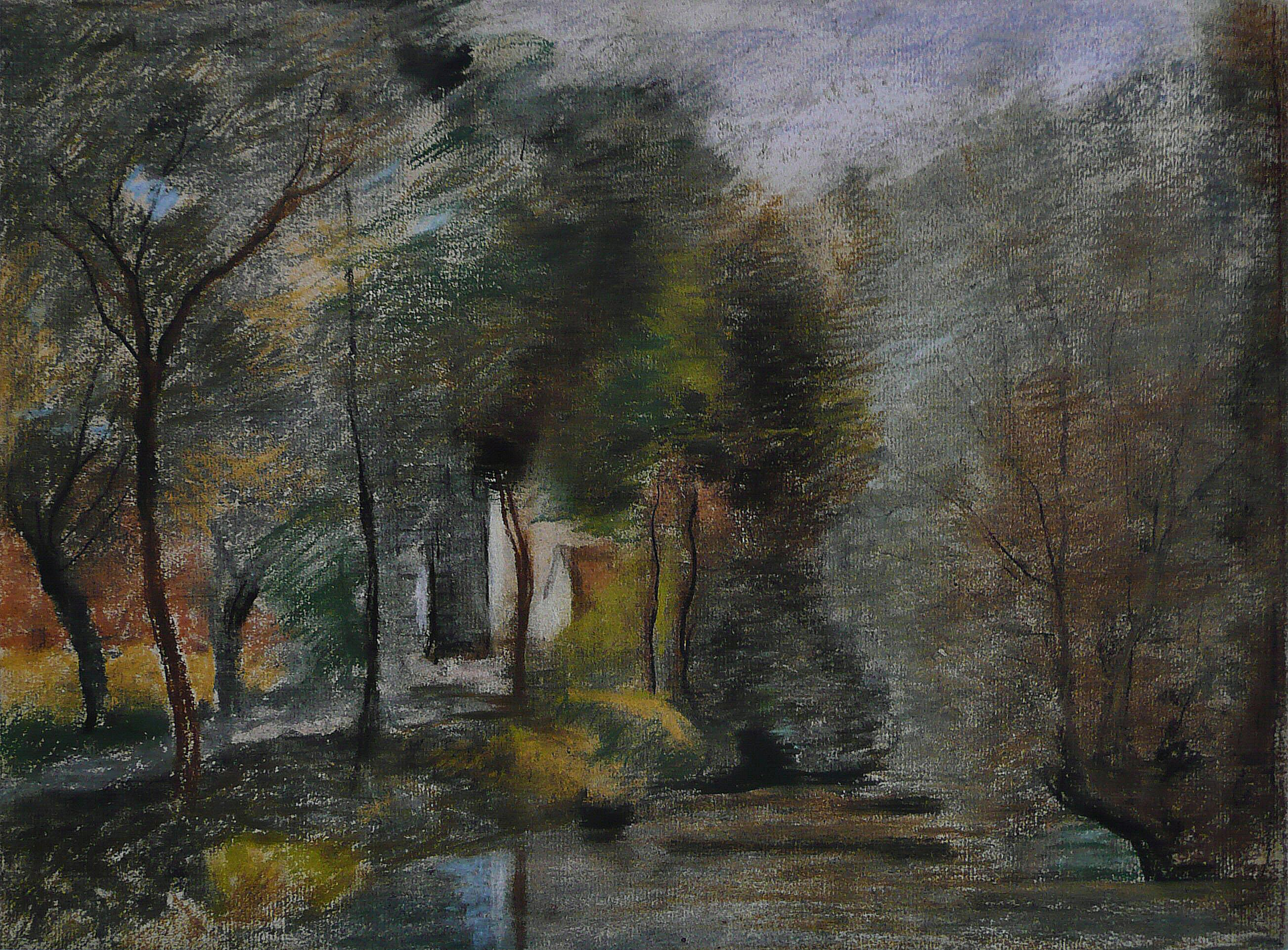
Paysage à Lambres (Juli 1865), im Besitz des Musée des Beaux-Arts d’Arras
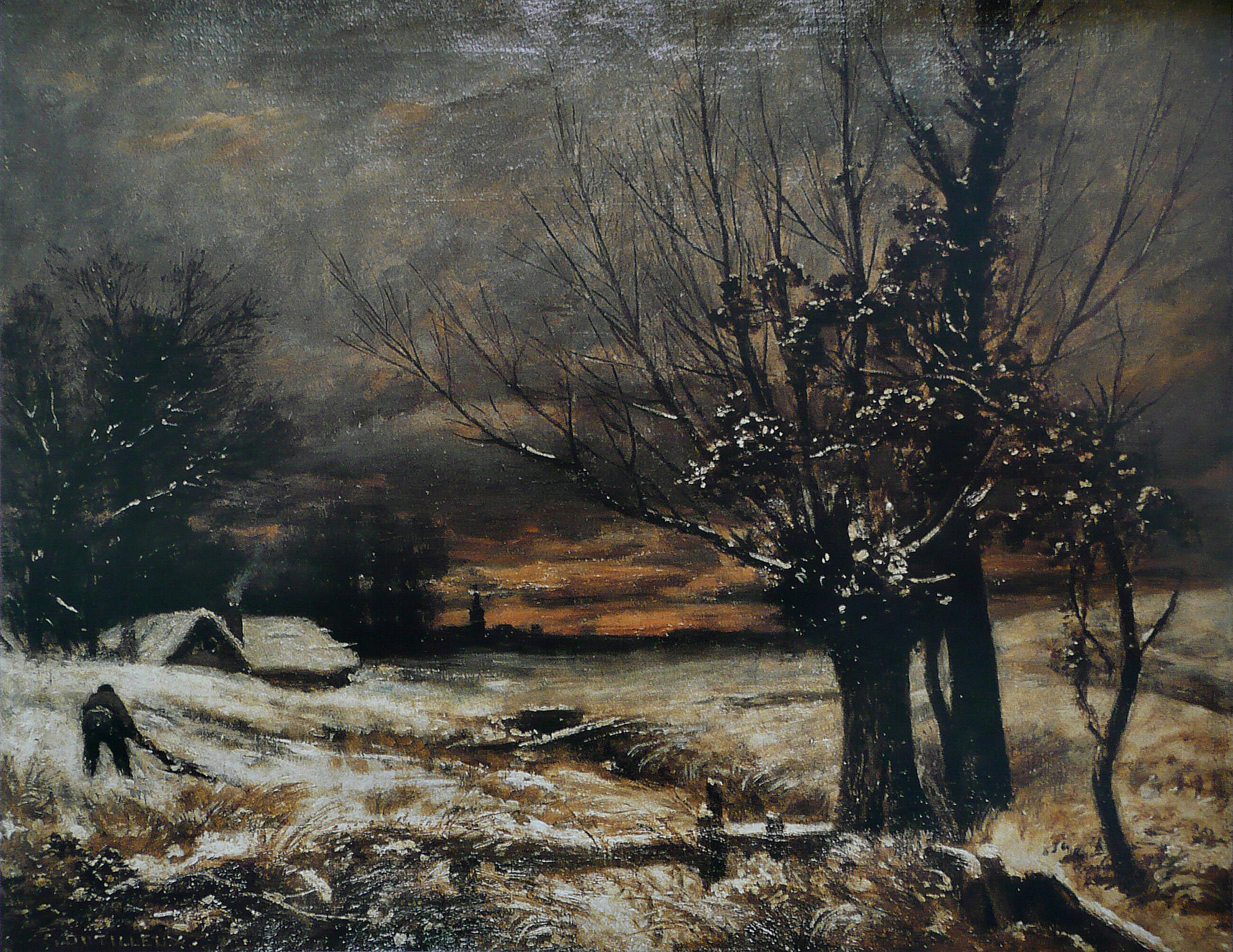
Wirkung des Schnees (1865), im Besitz des Musée de la Chartreuse de Douai
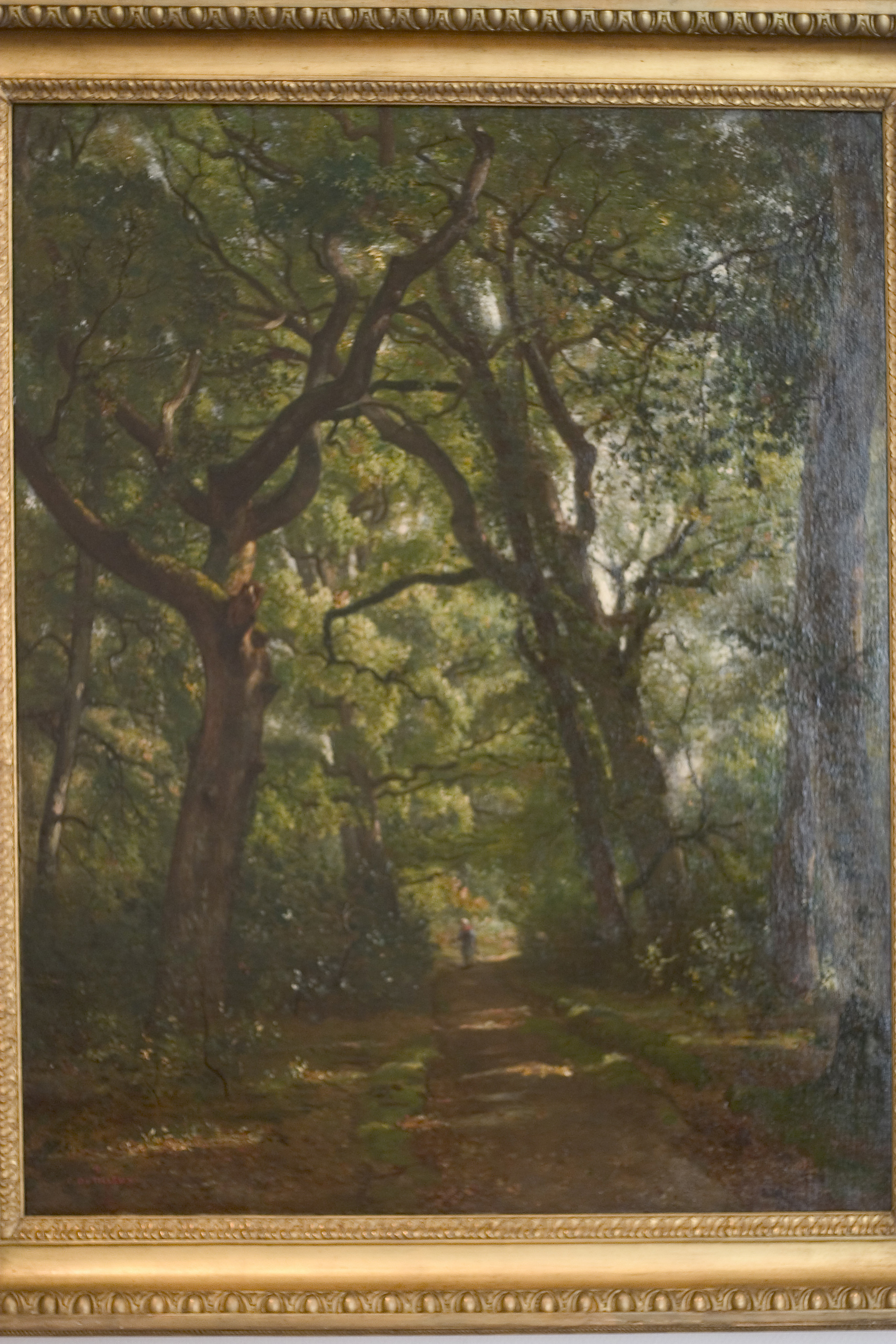
Der Waldweg, im Besitz des Musée des Beaux-Arts d’Arras